# Priscomyzon riniensis
Priscomyzon riniensis — викопний вид круглоротих із ряду міногоподібних. Існував у пізньому девоні (фаменський вік, 360 млн років тому). Це невелике безщелепне анатомічно схоже на міног з формації Мейзон-Крік в Іллінойсі (Mayomyzon pieckoensis, Pipiscius zangerli), але старше приблизно на 35 мільйонів років.

## Історія відкриття

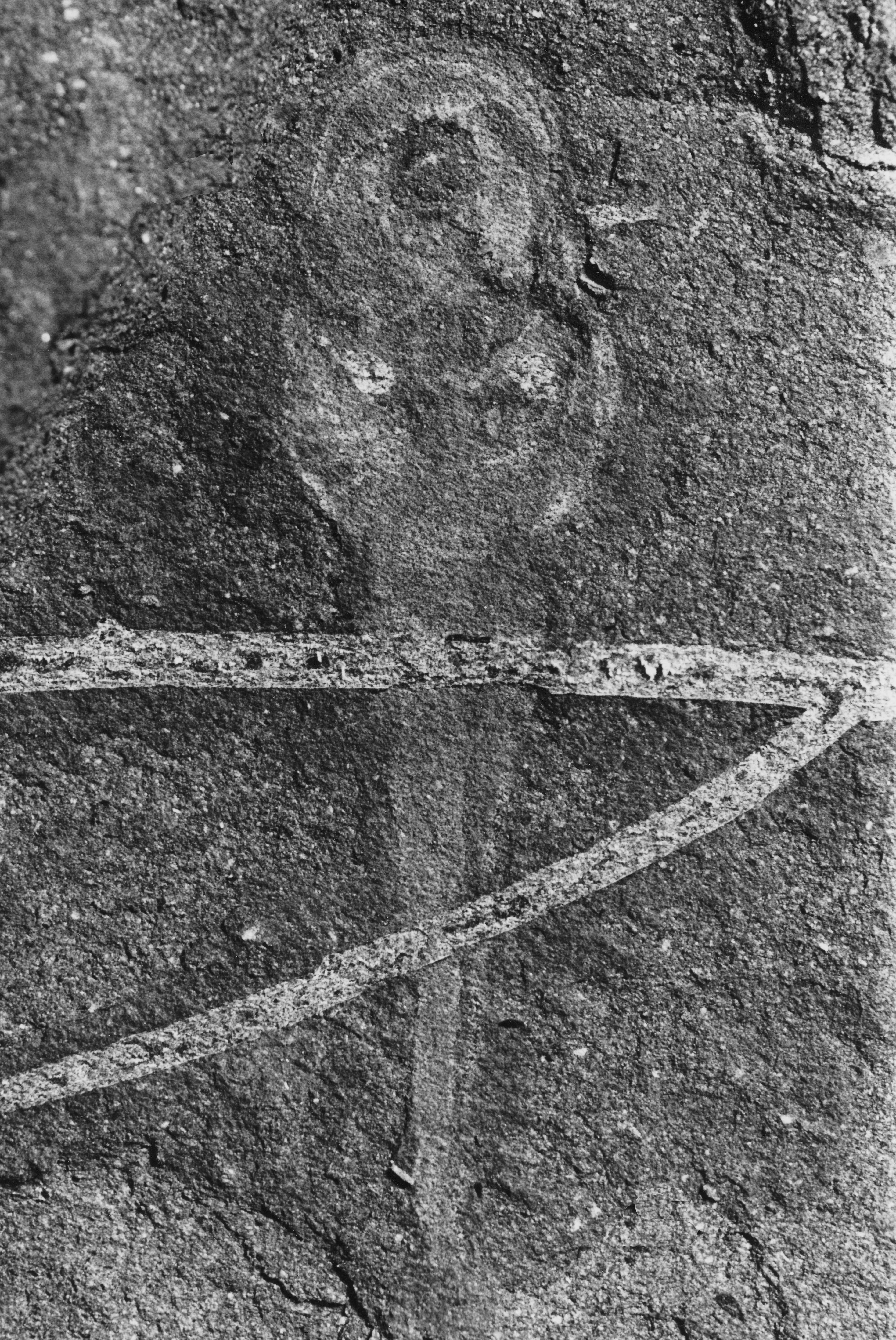
Викопний матеріал

Скам'янілі відбитки міноги виявлені на фермі Ватерлоо у відкладеннях формації Віттеберг неподалік міста Грехемстаун (тепер Маханда) на півдні Південно-Африканської Республіки. Викопний матеріал був сильно стиснутий, а оригінальна тканина замінена метаморфною слюдою. Зразки були вивчені Робертом Гессом і Брюсом Рубіджем з Інституту палеонтологічних досліджень Бернарда Прайса (нині — Інститут еволюційних досліджень в Йоганнесбурзі), і Майклом Коутсом з кафедри біології організмів Чиказького ніверситету. Стаття з описом нового роду та виду опублікована в журналі Nature 26 жовтня 2006 року. Родова назва Priscomyzon походить від латинського priscus — «древній», та грецького myzon — «смоктун». Видова назва вказує на типове місцезнаходження — мовою коса долина навколо міста Маханда називається Rini. Голотип зберігається в музеї Олбані в Маханді.